# 프로페셔널 (영화)
프로페셔널(Le Professionnel)은 프랑스에서 제작된 조지 로트너 감독의 1981년 액션, 스릴러 영화이다. 쟝 뽈 벨몽도 등이 주연으로 출연하였다.

## 출연

### 주연
- 쟝 뽈 벨몽도

### 조연
- 장 드사이
- 시리엘 클레어
- 마리-크리스틴 데스쿠아르드
- 엘리자베스 마르고니
- 장 루이 리샤르
- 미첼 본
- 로베르 오셍

## 제작진
- 프로듀서: 알렉상드르 노우츠킨
- 프로듀서: 조지 덩시거스
- 음향: 모리스 길버트